# Manuel Cussó-Ferrer
Manuel Cussó-Ferrer (nacido en 1948) es un director de cine y guionista español, reconocido principalmente por sus películas La última frontera, Babaouo y Entreacte.

## Biografía
Cussó-Ferrer nació en 1948. Inició su carrera en el cine dirigiendo cortometrajes acerca de Cataluña, entre los que destacan L'Estatut de Catalunya y La màgia a Catalunya. En 1989 dirigió Entreacte, largometraje dramático protagonizado por Inma Belial y Herman Bonnín. En 1992 dirigió La última frontera, película que contó entre su reparto con la italiana Francesca Neri y que relata los últimos días en la vida del filósofo Walter Benjamin. En el año 2000 estrenó el filme Babaouo, creada a partir de un guion de Salvador Dalí de 1932.

## Filmografía destacada
- 2000 - Babaouo
- 1992 - La última frontera
- 1989 - Entreacte
- 1985 - Museu d'ombres (corto)
- 1983 - La màgia a Catalunya (corto)
- 1982 - L'Estatut de Catalunya (corto documental)
- 1981 - El gran Teatre del Liceu (corto)